# 日本機関紙協会
日本機関紙協会（にほんきかんしきょうかい）は、労働組合・市民団体などの機関紙・機関誌の発展を目的とする日本の団体である。2,200を超える機関紙（機関誌）編集部及び個人が加盟している。

## 概要
1947年（昭和22年）11月26日に結成された。労働組合を中心に社会運動団体・労働金庫・生活協同組合などが加盟している。東京都港区芝一丁目4-9の平和会館に全国本部を置き、14の地方組織がある。
共同取材、編集者の養成などの活動と編集協力、講師派遣などの事業を行っている他、「全国機関紙誌新年号コンクール」を「全国家族新聞交流会」の協賛で実施しており、このコンクールでは労働組合等に混じって住民組織の機関紙が最優秀賞を受賞したこともある。
また、新聞作りに関する書籍を出版している。団体と個人のどちらでも加入ができる。会費は構成員数によって異なる。入会には入会金が必要となっている。

### 綱領
綱領は下記の通りである。
1. 日本機関紙協会は､ 戦争と虚偽の宣伝とたたかい､ 真実を守りぬくためにたたかう。
2. 日本機関紙協会は、平和と独立、生活と権利を守る民主的言論の育成強化のためにたたかう。
3. 日本機関紙協会は、国民的宣伝戦線統一のためにたたかう。

## 沿革
「言論、出版その他一切の表現の自由」が明記された日本国憲法施行約半年後の1947年（昭和22年）11月26日に、「機関紙・宣伝活動と民主的言論活動を発展」させることを目的として結成された。この時期は民主的運動が盛んであり、労働組合組織の発展期にあり、占領軍は政府を通じて「用紙の生産が間に合わない」との理由で労働運動などへの新聞用紙割り当てを制限させる形で弾圧を行っていた（いわゆる逆コース）。
その後、印刷委託していた新聞社から拒否されたこともあり、自らで印刷できるよう共同印刷所「株式会社日本機関紙印刷所」（現・株式会社きかんし）を1949年に組合・組合員の出資で設立した。